# Pravda
A Pravda (oroszul: Правда, jelentése „Igazság”) a Szovjetunió vezető napilapja és egyben a Szovjetunió Kommunista Pártja Központi Bizottságának hivatalos lapja volt 1912 és 1991 között. 
1912-ben Szentpétervárott jelent meg először. Moszkvában először 1918-ban adták ki, azonban közben többször megszűnt és ismételten más név alatt jelent meg: 1913-ban Rabocsaja pravda (Рабочая правда), Szevernaja pravda (Северная правда), Pravda truda (Правда труда), Za pravdu (За правду), 1914-ben Proletarszkaja pravda (Пролетарская правда), Puty pravdi (Путь правды), Rabocsij (Рабочий), Trudobaja pravda (Трудовая правда) volt időlegesen.
A hidegháború alatt a szovjet kommunisták hivatalos lapjaként volt ismert, ahogy az Izvestia a szovjet kormány hivatalos lapja volt.

## A Szovjetunió felbomlása után
A Pravda 1991-ben szűnt meg eredeti alakjában Borisz Jelcin dekrétuma alapján, mely feloszlatta a Szovjetunió Kommunista Pártját. Később Pravda néven több utód-újság is alakult, többek között egy online változat, a Pravda Online melynek szerkesztői közül sokan a korábbi lap munkatársai közül kerültek ki. 
A 2020-as években is létezik egy Pravda utód, mely az Oroszországi Föderáció Kommunista Pártjának napilapja. Ez az újság (a 2010-es években) mintegy 100 000 példányban jelent meg Moszkvában. Nemzetközi kiadásai orosz, angol, francia és portugál nyelven jelentek meg.